# The Villain Foiled
The Villain Foiled er en amerikansk stumfilm fra 1911 af Henry Lehrman og Mack Sennett.

## Medvirkende
- Edward Dillon som Harry
- Blanche Sweet
- Joseph Graybill
- Kate Bruce
- Dell Henderson